# Liudvikas Sabutis
Liudvikas Sabutis (ur. 1 lutego 1939 w Kłajpedzie) – litewski polityk, prawnik, prokurator, poseł na Sejm kilku kadencji.

## Życiorys
Ukończył szkołę średnią w Kretyndze i szkołę rolniczą w Szyłokarczmie. Pracował w przemyśle drzewnym i jako kierowca, odbywając w międzyczasie służbę wojskową w Armii Radzieckiej.
Od 1963 do 1970 był zatrudniony najpierw w egzekutywie regionalnych struktur młodzieżówki komunistycznej, a następnie w strukturze Komunistycznej Partii Litwy, do której należał od 1965.
W 1970 został śledczym w prokuraturze, trzy lata później ukończył studia na Wydziale Prawa Uniwersytetu Wileńskiego, po których objął stanowisko naczelnego prokuratora rejonu ignalińskiego. W latach 1979–1982 był inspektorem ds. prawnych i porządkowych w Komitecie Centralnym KPL.
Od 1982 pełnił obowiązki pierwszego zastępcy prokuratora Litewskiej SRR, a od 1987 zajmował stanowisko prokuratora tej republiki. W 1989 włączył się w organizowanie struktur niepodległościowego Sąjūdisu. Za tę działalność i za odmowę wykonywania nadchodzących z Moskwy rozkazów usunięto go z prokuratury. W tym samym roku wystąpił też z partii komunistycznej.
24 lutego 1990 wybrano go na deputowanego Rady Najwyższej Litewskiej SRR, był jednym z sygnatariuszy Aktu Przywrócenia Państwa Litewskiego z 11 marca 1990. Po zakończeniu kadencji parlamentu w 1992 pracował m.in. jako prawnik gazety „Lietuvos aidas” oraz we władzach miejskich Wilna.
W latach 1996–2000 ponownie zasiadał w Sejmie, został wybrany jako bezpartyjny kandydat z listy Związku Ojczyzny. Po przegranej w następnych wyborach z 2000 objął kierownicze stanowisko w jednym z pionów prokuratury generalnej.
W 2004 po kolejnej czteroletniej przerwie znów znalazł się w parlamencie. W wyborach parlamentarnych w 2008 ubiegał się o reelekcję z 51. miejsca listy krajowej konserwatystów, uzyskując w głosowaniu z 12 października spośród wszystkich kandydatów tego ugrupowania 38. wynik, co pozwoliło mu odnowić mandat na kolejną kadencję. W 2012 nie uzyskał reelekcji.

## Odznaczenia
- Krzyż Komandorski Orderu Wielkiego Księcia Giedymina – 2011[3]
- Medal Niepodległości Litwy – 2000[3]
- Medal Rady Bałtyckiej – 2005[4]